# Brookesia stumpffi
Brookesia stumpffi là một loài thằn lằn trong họ Chamaeleonidae. Loài này được Boettger mô tả khoa học đầu tiên năm 1894.

## Hình ảnh

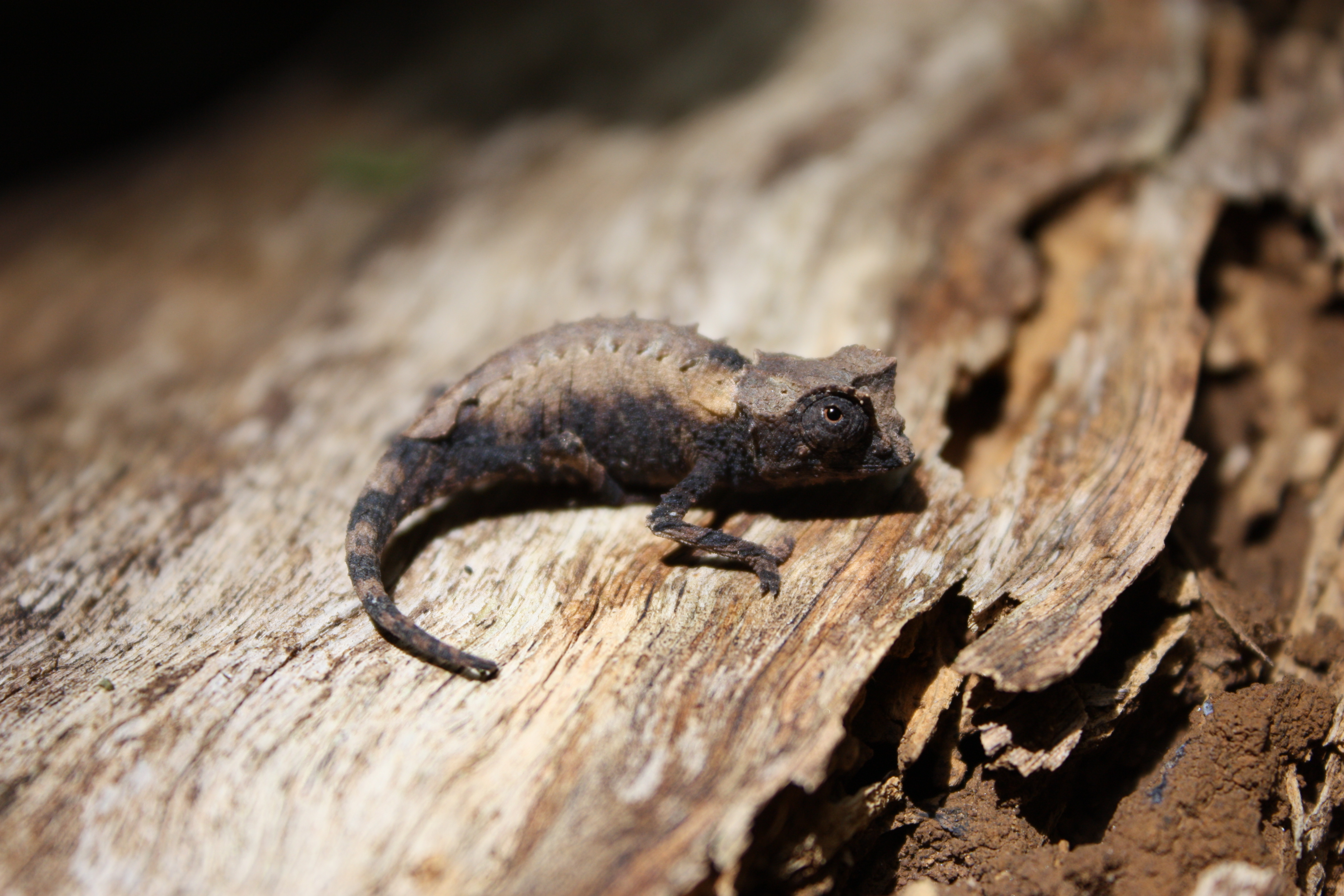